# Burg (Schleswig-Holstein)
Burg (ufficialmente Burg (Dithmarschen)) è un comune di 4 184 abitanti dello Schleswig-Holstein, in Germania.
Appartiene al circondario (Kreis) del Dithmarschen ed è capoluogo della comunità amministrativa (Amt) di Burg-Sankt Michaelisdonn.